# Kate Dearden
Pour les articles homonymes, voir Dearden.
Kate Dearden est une personnalité politique britannique.

## Biographie
Kate Dearden est syndicaliste.
En 2024, elle est élue députée.